# Turbine Halle
El Turbine Halle es un equipo de fútbol de Alemania que juega en la Landesliga Alta Sajonia, una de las ligas que forman la séptima división de fútbol del país; y que formó parte de la DDR-Oberliga, la liga de fútbol más importante de Alemania Democrática.

## Historia
Fue fundado el 15 de julio de 1950 en la ciudad de Halle del estado de Sajonia-Anhalt como un equipo deportivo que cuenta con mil afiliados y con secciones en varios deportes como atletismo, patinaje, tenis de mesa, aeróbicos y gimnasia. Es el equipo sucesor del histórico Hallescher Fussball-Club Wacker 1900 fundado en 1900 y campeón del centro de Alemania en tres ocasiones, ganador del campeonato de Alemania Democrática en 1949 y semifinalista del desaparecido Campeonato Alemán de fútbol en 1921 y que fue disuelto al finalizar la Segunda Guerra Mundial y que luego de ser refundado como SG Freiimfelde Halle desaparece en 1949.
El club fue campeón de la DDR-Oberliga en la temporada de 1951/52, pero después de eso varios de sus mejores jugadores abandonaron el club a causa de la sublevación de 1953 en Alemania del Este que los hizo huir a Alemania Federal.
El 18 de septiembre de 1954 nace el SC Chemie Halle-Leuna (conocido como Hallecher FC) por exintegrantes del club de fútbol del Turbine Halle tomando su lugar el la primera división de Alemania Democrática y relegando al club a las divisiones inferiores, y ambos equipos reclaman los logros de finales de los años 1940 y años 1950, así como su pasado durante su permanencia en Alemania.
Luego de la reunificación alemana pasó a jugar en las divisiones inferiores de Alemania.

## Palmarés
- Campeonato de fútbol de la Ocupación Soviética: 1

1949
- DDR-Oberliga: 1

1951/52

## Galería

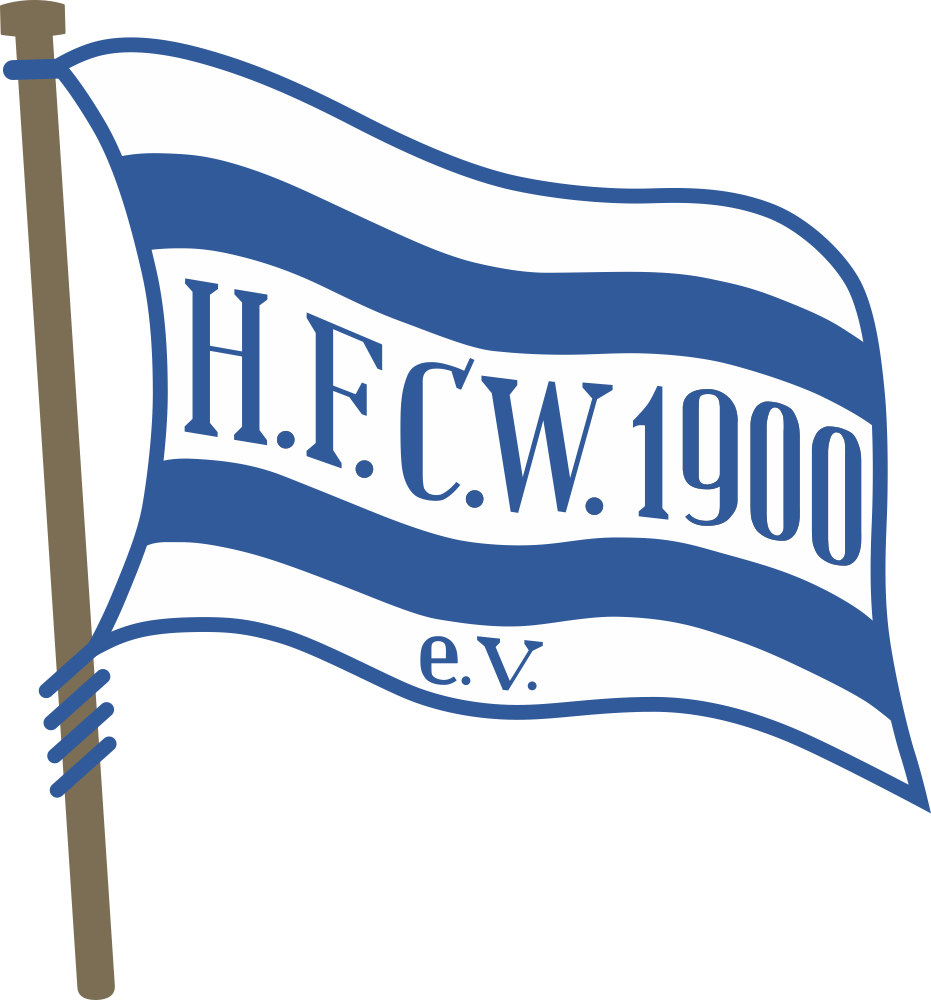
Logo del Hallescher FC Wacker.
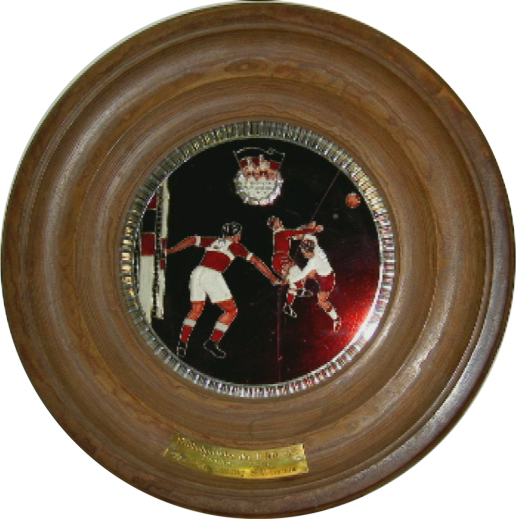
El título de la DDR-Oberliga ganado en 1952.
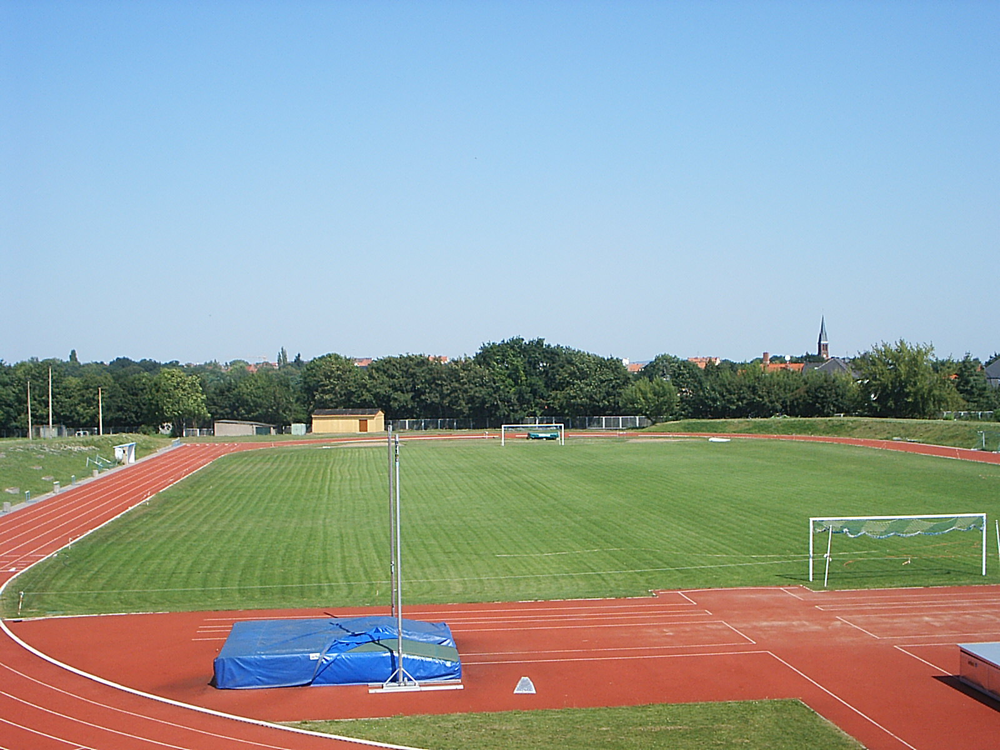
El Felsensportplatz, actual sede del Turbine Halle.
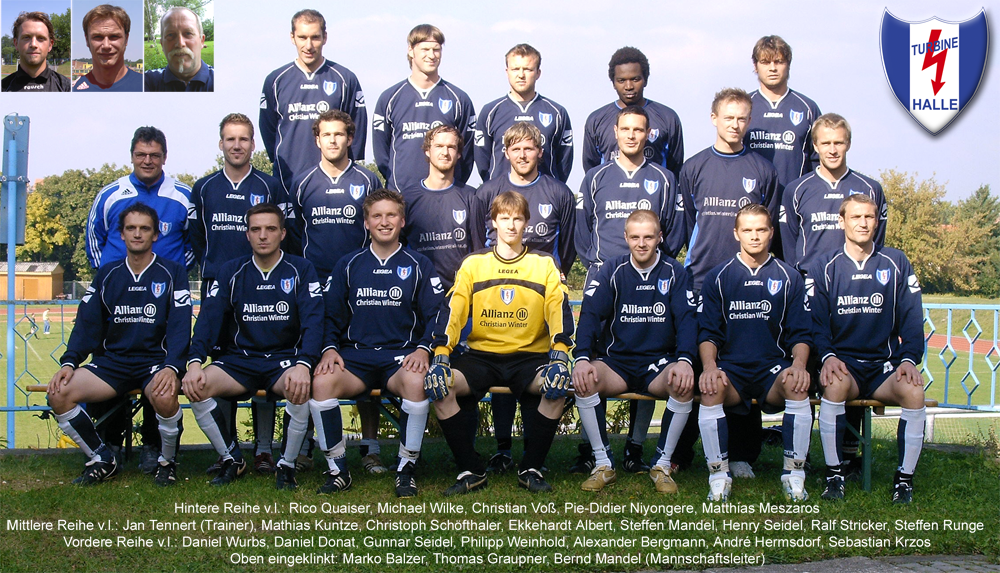
Turbine Halle 2008/09.